# Le Bodéo
Le Bodéo (bretonisch: Bodeoù) ist eine französische Gemeinde mit 178 Einwohnern (Stand: 1. Januar 2022) im Département Côtes-d’Armor in der Region Bretagne.

## Geographie
Umgeben wird Le Bodéo von der Gemeinde La Harmoye im Norden, von Lanfains im Nordosten, von Plœuc-L’Hermitage mit L’Hermitage-Lorge im Osten, von Saint-Martin-des-Prés im Süden und von Corlay im Westen.

## Bevölkerungsentwicklung

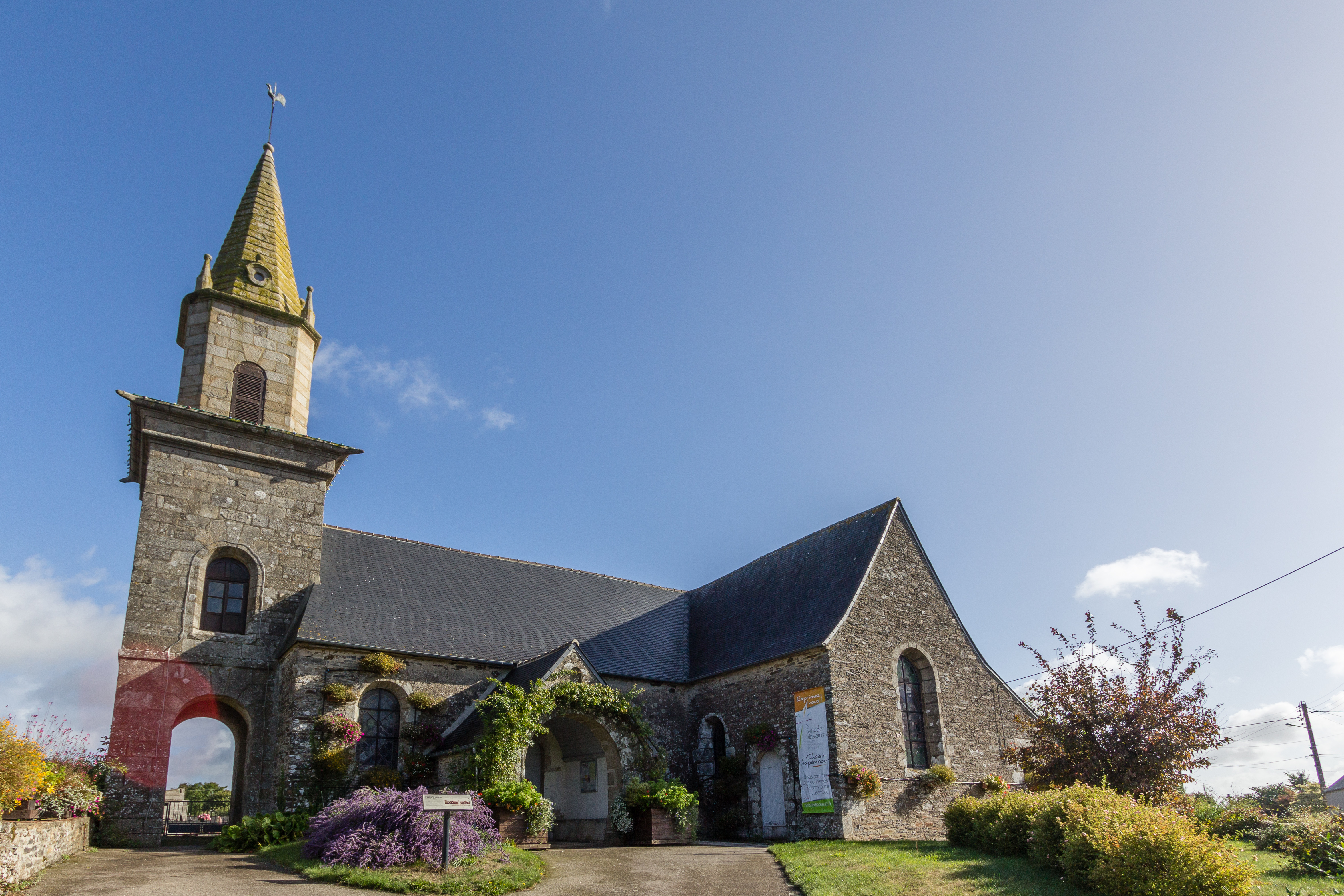
Kirche Saint-Théo

| 1962 | 1968 | 1975 | 1982 | 1990 | 1999 | 2008 | 2012 |
| 338  | 357  | 271  | 236  | 201  | 189  | 183  | 170  |